# イマドキ
「イマドキ」は、フジテレビ系列の朝の情報番組『めざましテレビ』内で6時50分から6時53分（JST）に放送されているトレンド情報コーナーである。
本項目では「イマドキ」の前身のトレンド情報コーナー（後述）、ならびに『めざましどようび』（『めざましテレビ』の土曜版）で過去に放送されていた（同様の）トレンド情報コーナー「MOTTOいまドキ!新発売」についても触れる。

## 概要・歴史
女性リポーターがトレンドアイテムに関する情報をリポートする。ジャンルはグルメ、ファッション、コスメ、雑貨など多彩で、場合によってはこれらのトレンドアイテムをランキング形式でリポートされることもある。当該コーナー開始当初は、一般の人にさまざまなジャンルについてインタビューし、それにもとづくランキングを行っていたものもあった。
リポーターには若手女優、タレント、10 - 20代女性向けファッション誌で活躍するモデルが主に起用されている。自局アナウンサーまたはフリーアナウンサーの女性もリポーターとして一時期起用されていたこともあった（後述）。
| 期間      | 期間      | 月 - 木曜日                           | 金曜日                                          |
| --------- | --------- | ------------------------------------- | ----------------------------------------------- |
| 1995.4.3  | 1999.3.31 | えっ 知らないの〜? って言われたくない | えっ 知らないの〜? って言われたくない           |
| 1999.4.1  | 2000.3.31 | ちょっといいかも!? 早耳ランキング     | 赤坂七恵のちょっといいかも!? 金曜インタビューズ |
| 2000.4.3  | 2003.3.28 | 早耳ムスメのトレンド一番のり!         | 早耳ムスメのトレンド一番のり!                   |
| 2003.3.31 | 2007.3.30 | 早耳トレンドNo.1                      | 早耳トレンドNo.1                                |
| 2007.4.2  | 2012.3.30 | MOTTOいまドキ!                        | MOTTOいまドキ!                                  |
| 2012.4.2  | 現在      | イマドキ                              | イマドキ                                        |

コーナー名は幾度も変更しているが、内容はほとんど同じである。
なお、『めざましテレビ』（番組内、6時台）でのトレンド情報コーナーの放送時間（6:54頃 - 6:58頃）は、1995年開始当初から2012年のリニューアル前まで変わっていなかった。東海テレビでは2004年秋まで、岡山放送では2001年12月までネットしていなかった。
2011年3月14日 - 3月19日（土曜日放送の『MOTTOいまドキ!新発売』も含む）の間は、東北地方太平洋沖地震（東日本大震災）の報道を中心に行った関係でオンエアされなかった。
2012年4月から「イマドキ」と改題・リニューアルした。

### MOTTOいまドキ!新発売
2008年7月12日からは、『めざましどようびメガ』において、『MOTTOいまドキ メガ』をスタート。放送時間は毎週土曜10:23頃 - 10:37頃で、開始当初（同年9月まで）は月～金曜の総集編と、未公開映像がオンエアされていた。
同年10月11日からは、タイトルが『MOTTOいまドキ!新発売』になり、3人（場合により、2人ないし4人の時もあった）で登場。様々なジャンルの新商品の紹介ではあるが、平日版とは完全に別内容である。 
2009年1月10日からは『めざましどようび』本編に移り、毎週土曜日6:53頃 - 6:58頃の放送枠に移動。2012年3月31日まで放送されていた。ちなみに、『めざましどようび』6時台非ネット局では『MOTTOいまドキ!新発売』が放送されなかった。

## リポーター
リポーターの交代は、1995年の開始当初から2007年3月末までは概ね半年ないし3ヶ月毎で、2007年4月以降（『MOTTOいまドキ!』時代以降）は原則、その年の4月から翌年の3月までの1年毎に行われている。2012年は6月末と9月末に一部を除いて（後述）入れ替えを行った。
なお、入れ替える人数は決まっていない。また、リポーターの任期は2012年以前は3ヶ月から半年で終了した者もいたが、2013年以降は基本的には年度単位（4月から翌年3月）で1年で任期が終了する者もいれば、最長で5年務めている者もいる。
2025年4月時点でこのコーナーへの出演期間が最も長い現役のイマドキガールは糸瀬七葉（2021年4月 - ）であり、イマドキガール就任5年目に突入している。
2025年4月時点で卒業しているイマドキガールで任期が最長であったのは愛来（2020年4月 - 2025年3月）の5年である。
2025年4月時点で卒業しているイマドキガールで任期が4年であったのは佐藤ありさ（2008年4月 - 2012年3月）、佐藤美希（2014年4月 - 2018年3月）、越智ゆらの（2016年4月 - 2020年3月）、久間田琳加（2016年4月 - 2020年3月）、北香那（2017年4月 - 2021年3月）、花音（2017年4月 - 2021年3月）、黒木麗奈（2019年4月 - 2023年3月）、坂井仁香（2019年4月 - 2023年3月）、木内舞留（2020年4月 - 2024年3月）、豊島心桜（2020年4月 - 2024年3月）、小栗有以（2021年4月 - 2025年3月）の11名が該当する。
新たにリポーターになった際の挨拶は初回放送日の冒頭、1分程度オンエアされたが、その逆の（任期満了による）リポーター降板の挨拶（テレビでのオンエア）は2012年度のみで、それ以外の年度は一切なかった（多くは、歴代イマドキガールの公式ブログやTwitter(現 X)でのアナウンスに留まった）。
リポーターの名称（愛称）は、2000年頃から2007年3月の間は「早耳ムスメ」、2007年4月から2012年3月の間は「いまドキ娘」、2012年4月からは「イマドキガール（ズ）」と呼ばれている。
リポーターの出演は、（スケジュールの都合上）ほぼVTRのみの出演に留まっており、生放送のスタジオに出演することは稀である。また、スタジオでの生ナレーションは、女性アナウンサーが行っている。なお、2012年度においては、リポーターが自らVTRで紹介した商品等を持ち、生放送にも出演し、生ナレーションも自身で行っていた。また、リポーターの曜日固定もこの年度に限り実施されていた。
2012年7月から2013年3月までの間は、自局（フジテレビ）やフリー（セント・フォース所属）の女性アナウンサーがイマドキガールを務めていた（女性タレントは一切起用されなかった）。
| 期間      | 期間      | 月曜日     | 火曜日     | 水曜日     | 木曜日     | 金曜日                |
| --------- | --------- | ---------- | ---------- | ---------- | ---------- | --------------------- |
| 1995.4.3  | 1997.3.28 | 八木亜希子 | 八木亜希子 | 八木亜希子 | 八木亜希子 | 八木亜希子            |
| 1997.3.31 | 1998.3.27 | 小島奈津子 | 小島奈津子 | 八木亜希子 | 八木亜希子 | 八木亜希子            |
| 1998.3.30 | 1999.3.26 | 小島奈津子 | 小島奈津子 | 小島奈津子 | 木佐彩子   | 木佐彩子              |
| 1999.3.29 | 2003.3.28 | 小島奈津子 | 小島奈津子 | 小島奈津子 | 小島奈津子 | 小島奈津子            |
| 2003.3.31 | 2006.3.31 | 高島彩     | 高島彩     | 高島彩     | 高島彩     | 高島彩                |
| 2006.4.3  | 2009.3.27 | 中野美奈子 | 中野美奈子 | 中野美奈子 | 中野美奈子 | 中野美奈子            |
| 2009.3.30 | 2011.4.1  | 皆藤愛子   | 皆藤愛子   | 皆藤愛子   | 皆藤愛子   | 皆藤愛子              |
| 2011.4.4  | 2012.3.30 | 加藤綾子   | 加藤綾子   | 加藤綾子   | 加藤綾子   | 加藤綾子              |
| 2012.4.2  | 2012.6.29 | 高見侑里   | 青野楓     | 岩﨑名美   | 市道真央   | 伊藤友里              |
| 2012.7.2  | 2012.9.28 | 宮澤智     | 三田友梨佳 | 高見侑里   | 曽田麻衣子 | 久代萌美              |
| 2012.10.1 | 2013.3.29 | 久代萌美   | 高見侑里   | 三田友梨佳 | 曽田麻衣子 | 竹内友佳              |
| 2013.4.1  | 2014.5.16 | 加藤綾子   | 加藤綾子   | 加藤綾子   | 加藤綾子   | 加藤綾子              |
| 2014.5.19 | 2015.3.20 | 山﨑夕貴   | 山﨑夕貴   | 三上真奈   | 三田友梨佳 | 三田友梨佳            |
| 2015.3.23 | 2016.4.1  | 山﨑夕貴   | 山﨑夕貴   | 三上真奈   | 三上真奈   | 三上真奈              |
| 2016.4.4  | 2016.9.30 | 宮司愛海   | 宮司愛海   | 宮司愛海   | 宮司愛海   | 小澤陽子              |
| 2016.10.3 | 2018.3.30 | 宮司愛海   | 宮司愛海   | 宮司愛海   | 宮司愛海   | 宮司愛海              |
| 2018.4.2  | 2019.3.29 | 久慈暁子   | 久慈暁子   | 久慈暁子   | 久慈暁子   | 久慈暁子              |
| 2019.4.1  | 2020.4.9  | 井上清華   | 久慈暁子   | 井上清華   | 井上清華   | 井上清華              |
| 2020.4.10 | 2020.6.26 | 井上清華   | 井上清華   | 井上清華   | 井上清華   | 藤本万梨乃            |
| 2020.6.29 | 2020.8.13 | 井上清華   | 井上清華   | 久慈暁子   | 久慈暁子   | 井上清華              |
| 2020.8.14 | 2020.9.25 | 井上清華   | 井上清華   | 井上清華   | 井上清華   | 藤本万梨乃            |
| 2020.9.28 | 2021.1.8  | 井上清華   | 井上清華   | 久慈暁子   | 久慈暁子   | 井上清華              |
| 2021.1.11 | 2021.3.19 | 井上清華   | 井上清華   | 井上清華   | 渡邊渚     | 井上清華              |
| 2021.3.22 | 2021.3.26 | 井上清華   | 井上清華   | 久慈暁子   | 久慈暁子   | 井上清華              |
| 2021.3.29 | 2022.4.1  | 渡邊渚     | 藤本万梨乃 | 藤本万梨乃 | 藤本万梨乃 | 藤本万梨乃            |
| 2022.4.4  | 2023.7.13 | 渡邊渚     | 藤本万梨乃 | 藤本万梨乃 | 藤本万梨乃 | 渡邊渚                |
| 2023.7.14 | 2023.7.28 | 原田葵     | 藤本万梨乃 | 藤本万梨乃 | 藤本万梨乃 | 藤本万梨乃            |
| 2023.7.31 | 2023.9.8  | 原田葵     | 藤本万梨乃 | 藤本万梨乃 | 藤本万梨乃 | 藤本万梨乃 小山内鈴奈 |
| 2023.9.11 | 現在      | 原田葵     | 藤本万梨乃 | 藤本万梨乃 | 藤本万梨乃 | 原田葵                |

2017年10月からはフジテレビの連続ドラマやスペシャルドラマ、週末に公開される映画に主演する芸能人が男性芸能人の場合、イマドキボーイとして不定期で出演する様になった。2017年10月～2019年3月までは6:50頃に「イマドキ」と言うコーナー名でイマドキガールが出演する内容と、7:20頃に「イマドキ」と言うコーナー名はそのままでイマドキボーイとして男性芸能人が出演する内容と2本立てで放送する場合が有ったが、重大ニュースが入った場合は内容によっては6:50頃の内容は休止して7:20頃の内容は放送する場合も有った。2019年4月からは6:50頃にフジテレビの連続ドラマやスペシャルドラマ、週末に公開される映画に主演する芸能人が男性芸能人がイマドキボーイとして不定期で出演する内容を放送する場合、6:50頃から「イマドキ」としてイマドキガールが出演する内容を休止する場合も有る編成が導入された。
イマドキガールの卒業後の芸能活動を『めざましテレビ』内で取り上げる時には「元イマドキガールの（名前）ちゃん」と紹介されることがある。例として2024年1月29日放送の『めざましテレビ』では、元イマドキガールの坂井仁香が所属している超ときめき♡宣伝部が初めて横浜アリーナでライブを開催したというニュースを「元イマドキガールの坂井仁香ちゃんらが所属するアイドルグループ超ときめき♡宣伝部がグループ最大規模となる横浜アリーナでのワンマンライブを開催しました。」と報じた。

### 出演者（2025年度・50音順）
- 青山なぎさ
- 麻丘真央
- 有坂心花
- 糸瀬七葉
- 入江美沙希
- 大里菜桜
- 尾木波菜（2025年度新加入）
- 小山璃奈
- せきぐちりさ（2025年度新加入）
- 平美乃理（2025年度新加入）
- 仲村悠菜
- 西川実花
- 福田ルミカ
- 堀口真帆（2025年度新加入）
- 宮迫翠月
- 最愛（2025年度新加入）
- 横溝菜帆（2025年度新加入）

## 歴代出演者

### 歴代イマドキガール一覧
期間は2012年4月2日 - 現在。
| 名前             | 任期                   | 備考                  |
| ---------------- | ---------------------- | --------------------- |
| 青野楓           | 2012年4月 - 2012年6月  |                       |
| 岩﨑名美         | 2012年4月 - 2012年6月  |                       |
| 市道真央         | 2012年4月 - 2012年6月  |                       |
| 伊藤友里         | 2012年4月 - 2012年6月  |                       |
| 高見侑里         | 2012年4月 - 2013年3月  | [ 注 4 ]              |
| 宮澤智           | 2012年7月 - 2012年9月  |                       |
| 三田友梨佳       | 2012年7月 - 2013年3月  |                       |
| 曽田麻衣子       | 2012年7月 - 2013年3月  |                       |
| 久代萌美         | 2012年7月 - 2013年3月  |                       |
| 竹内友佳         | 2012年10月 - 2013年3月 |                       |
| 田中美里         | 2013年4月 - 2014年3月  | [ 注 5 ]              |
| 藤本奈月         | 2013年4月 - 2014年3月  |                       |
| ALISA            | 2013年4月 - 2013年10月 | [ 注 6 ] [ 1 ] [ 2 ]  |
| KANON            | 2013年4月 - 2014年3月  |                       |
| レナ             | 2013年4月 - 2014年3月  |                       |
| 久松郁実         | 2013年4月 - 2015年3月  |                       |
| 鹿沼憂妃         | 2013年4月 - 2015年3月  |                       |
| 古畑星夏         | 2013年4月 - 2016年3月  |                       |
| 澤田汐音         | 2014年4月 - 2015年3月  |                       |
| 若山あやの       | 2014年4月 - 2015年3月  |                       |
| 小泉遥           | 2014年4月 - 2015年3月  |                       |
| 佐藤美希         | 2014年4月 - 2018年3月  |                       |
| 飯豊まりえ       | 2014年4月 - 2017年3月  |                       |
| 今野鮎莉         | 2014年4月 - 2016年3月  |                       |
| 武田玲奈         | 2015年4月 - 2016年3月  |                       |
| 田中美麗         | 2015年4月 - 2017年3月  |                       |
| 藤田ニコル       | 2015年4月 - 2016年3月  |                       |
| 松元絵里花       | 2015年4月 - 2018年3月  |                       |
| 森友里恵         | 2015年4月 - 2016年3月  | [ 注 7 ]              |
| 山﨑紗彩         | 2015年4月 - 2016年3月  |                       |
| 横田真悠         | 2015年4月 - 2016年3月  | [ 注 8 ]              |
| 瑛茉ジャスミン   | 2016年4月 - 2018年3月  |                       |
| 越智ゆらの       | 2016年4月 - 2020年3月  |                       |
| ティファニー春香 | 2016年4月 - 2017年3月  |                       |
| 仲谷香春         | 2016年4月 - 2019年3月  |                       |
| 松田るか         | 2016年4月 - 2017年3月  |                       |
| 川津明日香       | 2016年4月 - 2019年3月  |                       |
| 佐藤麗奈         | 2016年4月 - 2017年3月  |                       |
| 長谷川ニイナ     | 2016年4月 - 2019年3月  |                       |
| 久間田琳加       | 2016年4月 - 2020年3月  |                       |
| 井上苑子         | 2017年4月 - 2018年3月  |                       |
| 北村優衣         | 2017年4月 - 2018年3月  |                       |
| 恒松祐里         | 2017年4月 - 2019年3月  |                       |
| 柴田あやな       | 2017年4月 - 2019年3月  |                       |
| 北香那           | 2017年4月 - 2021年3月  |                       |
| 工藤美桜         | 2017年4月 - 2020年3月  |                       |
| 涼海花音→花音    | 2017年4月 - 2021年3月  |                       |
| 糸原美波         | 2018年4月 - 2020年3月  |                       |
| 内田珠鈴         | 2018年4月 - 2021年3月  |                       |
| 鈴木みな・まりあ | 2018年4月 - 2020年3月  |                       |
| 染野有来         | 2018年4月 - 2021年3月  |                       |
| 松川菜々花       | 2018年4月 - 2021年3月  |                       |
| 松田紗和         | 2018年4月 - 2021年3月  |                       |
| 毛利愛美         | 2018年4月 - 2020年3月  |                       |
| 岡本莉音         | 2019年4月 - 2022年3月  |                       |
| 木下彩音         | 2019年4月 - 2022年3月  | [ 3 ]                 |
| 黒木麗奈         | 2019年4月 - 2023年3月  |                       |
| 坂井仁香         | 2019年4月 - 2023年3月  |                       |
| 松川星           | 2019年4月 - 2022年3月  |                       |
| 愛来             | 2020年4月 - 2025年3月  |                       |
| 大幡しえり       | 2020年4月 - 2022年3月  |                       |
| 木内舞留         | 2020年4月 - 2024年3月  | [ 4 ]                 |
| 田﨑さくら       | 2020年4月 - 2023年3月  | [ 5 ] [ 注 9 ]        |
| 田中杏奈         | 2020年4月 - 2022年3月  |                       |
| 豊島心桜         | 2020年4月 - 2024年3月  | [ 6 ]                 |
| 新川優愛         | 2020年9月11日          | [ 注 10 ]             |
| 相羽星良         | 2021年4月 - 2022年3月  |                       |
| 石川萌香         | 2021年4月 - 2023年3月  |                       |
| 糸瀬七葉         | 2021年4月 -            |                       |
| 小栗有以         | 2021年4月 - 2025年3月  |                       |
| Kirari           | 2021年4月 - 2022年3月  |                       |
| 志田音々         | 2021年4月 - 2024年3月  | [ 7 ]                 |
| 夢咲ももな       | 2021年4月 - 2022年3月  |                       |
| 青山なぎさ       | 2022年4月 -            |                       |
| 入江美沙希       | 2022年4月 -            |                       |
| 那須ほほみ       | 2022年4月 - 2025年3月  |                       |
| 西原華音         | 2022年4月 - 2024年1月  | [ 注 11 ] [ 8 ] [ 9 ] |
| 松村キサラ       | 2022年4月 - 2025年3月  | [ 10 ]                |
| 柚来しいな       | 2022年4月 - 2025年3月  | [ 11 ] [ 12 ]         |
| 吉田伶香         | 2022年4月 - 2024年3月  |                       |
| 麻丘真央         | 2023年4月 -            |                       |
| 大里菜桜         | 2023年4月 -            |                       |
| 小山璃奈         | 2023年4月 -            |                       |
| 齊藤なぎさ       | 2023年4月 - 2025年3月  |                       |
| 福田ルミカ       | 2023年4月 -            |                       |
| 有坂心花         | 2024年4月 -            |                       |
| 仲村悠菜         | 2024年4月 -            |                       |
| 西川実花         | 2024年4月 -            |                       |
| 宮迫翠月         | 2024年4月 -            |                       |
| 尾木波菜         | 2025年4月 -            |                       |
| せきぐちりさ     | 2025年4月 -            |                       |
| 平美乃理         | 2025年4月 -            |                       |
| 堀口真帆         | 2025年4月 -            |                       |
| 最愛             | 2025年4月 -            |                       |
| 横溝菜帆         | 2025年4月 -            |                       |

### 歴代いまドキ娘一覧
期間は2007年4月2日 - 2012年3月31日。
| 名前           | 任期                  | 備考                |
| -------------- | --------------------- | ------------------- |
| 南明奈         | 2007年4月 - 2008年3月 | [ 注 13 ]           |
| LIZA           | 2007年4月 - 2008年3月 | [ 注 14 ]           |
| 西舘さをり     | 2007年4月 - 2008年3月 |                     |
| 豊田エリー     | 2007年4月 - 2008年3月 |                     |
| 見学奈緒       | 2007年4月 - 2008年3月 |                     |
| 荻野なお       | 2007年4月 - 2008年3月 |                     |
| 西崎彩         | 2007年4月 - 2008年3月 |                     |
| 三浦葵         | 2007年4月 - 2008年3月 |                     |
| 高梨臨         | 2008年4月 - 2009年3月 | [ 注 15 ]           |
| 寺本愛美       | 2008年4月 - 2009年3月 |                     |
| 波瑠           | 2008年4月 - 2009年3月 |                     |
| 陸守絵麻       | 2008年4月 - 2009年3月 |                     |
| 有末麻祐子     | 2008年4月 - 2010年3月 | [ 注 16 ]           |
| Nanami         | 2008年4月 - 2010年3月 |                     |
| 葵             | 2008年4月 - 2011年3月 |                     |
| 岡本玲         | 2008年4月 - 2011年3月 |                     |
| 佐藤ありさ     | 2008年4月 - 2012年3月 |                     |
| カオリミクリヤ | 2009年4月 - 2010年3月 |                     |
| 小池里奈       | 2009年4月 - 2010年3月 |                     |
| 源崎トモエ     | 2009年4月 - 2011年3月 |                     |
| 多岐川華子     | 2009年4月 - 2011年3月 |                     |
| 岡本杏理       | 2009年4月 - 2012年3月 |                     |
| 大谷澪         | 2010年4月 - 2011年3月 |                     |
| トリンドル玲奈 | 2010年4月 - 2011年3月 |                     |
| ラブリ         | 2010年4月 - 2011年3月 | [ 注 17 ]           |
| 宮田聡子       | 2010年4月 - 2012年3月 |                     |
| 森田涼花       | 2010年4月 - 2012年3月 | [ 注 15 ]           |
| 未来穂香       | 2011年4月 - 2012年3月 | [ 注 18 ]           |
| 高良光莉       | 2011年4月 - 2012年3月 |                     |
| 北山詩織       | 2011年4月 - 2012年3月 | [ 注 18 ] [ 注 19 ] |
| 藤原令子       | 2011年4月 - 2012年3月 | [ 注 19 ]           |
| 日南響子       | 2011年4月 - 2012年3月 |                     |
| 知念沙也樺     | 2011年4月 - 2012年3月 | [ 注 20 ]           |
| 鈴木ちなみ     | 2011年4月 - 2012年3月 | [ 注 21 ] [ 13 ]    |
| 新井恵理那     | 2011年4月 - 2012年3月 | [ 注 17 ]           |

### 歴代早耳ムスメ一覧
期間は2000年4月3日 - 2007年3月30日。
| 名前               | 任期                    | 備考                         |
| ------------------ | ----------------------- | ---------------------------- |
| 赤坂七恵           | ?年?月 - 2002年3月      |                              |
| 石田理恵           | ?年?月 - 2003年3月      |                              |
| 品川景子           | ?年?月 - 2003年3月      |                              |
| 北川弘美           | 2001年2月 - 2003年9月   |                              |
| 藤本綾             | 2001年2月 - 2002年3月   |                              |
| 原理恵子           | 2002年4月 - 2003年12月  |                              |
| 石田裕子           | 2002年10月 - 2004年3月  |                              |
| 中山恵             | 2003年4月 - 200?年?月   |                              |
| 矢吹春奈           | 2003年4月 - 2003年7月   |                              |
| 石田香奈           | 2003年10月 - 2004年12月 |                              |
| 上津原由貴奈       | 2003年10月 - 200?年?月  |                              |
| 坂本絵理           | 2003年10月 - 200?年?月  |                              |
| 六倉涼子           | 2003年10月 - 200?年?月  |                              |
| 長谷川潤           | 2004年4月 - 2007年3月   |                              |
| 相沢紗世           | 2004年4月 - 2005年3月   |                              |
| 杏                 | 2004年4月 - 2005年3月   |                              |
| 臼田あさ美         | 2004年4月 - 2006年9月   |                              |
| 加藤ローサ         | 2004年4月 - 2005年3月   |                              |
| JESSICA            | 2004年10月 - 2005年9月  | 現在の芸名は道端ジェシカ     |
| 徳澤直子           | 2004年10月 - 2006年9月  |                              |
| 太田在             | 2005年4月 - 2006年9月   |                              |
| 木下ココ           | 2005年4月 - 2006年3月   |                              |
| ジュリアナ         | 2005年4月 - 2006年9月   |                              |
| みさきゆう         | 2005年4月 - 2005年9月   |                              |
| 麗菜               | 2005年4月 - 2006年3月   |                              |
| 澤野ひとみ         | 2005年10月 - 2006年9月  |                              |
| 比留川游           | 2005年10月 - 2006年9月  |                              |
| 南明奈             | 2006年4月 - 2007年3月   | [ 注 13 ]                    |
| 岡田茉奈           | 2006年4月 - 2007年3月   |                              |
| 森本クリスティーナ | 2006年4月 - 2007年3月   | 現在の芸名はクリスティーナ   |
| LIZA               | 2006年10月 - 2007年3月  | [ 注 14 ]                    |
| 小出由華           | 2006年10月 - 2007年3月  |                              |
| エリーローズ       | 2006年10月 - 2007年3月  |                              |
| 桐谷美玲           | 2006年10月 - 2007年3月  |                              |
| JOSI               | 2006年10月 - 2007年3月  |                              |
| 仲間リサ           | 2006年10月 - 2007年3月  |                              |
| 押切もえ           | 2007年3月5日 - 3月7日   | 特別企画としての（特別）出演 |

### えっ 知らないの〜?って 言われたくない
期間は1995年4月3日 - 1999年3月31日
| 名前       | 任期                  | 備考 |
| ---------- | --------------------- | ---- |
| さとう珠緒 | 1995年4月 - 1996年3月 |      |
| 湯原麻利絵 | 1996年4月 - 1999年3月 |      |
| 横山夏海   | 1997年4月 - 1999年3月 |      |
| 本多彩子   | 1997年4月 - 1999年3月 |      |